# Aino Aalto

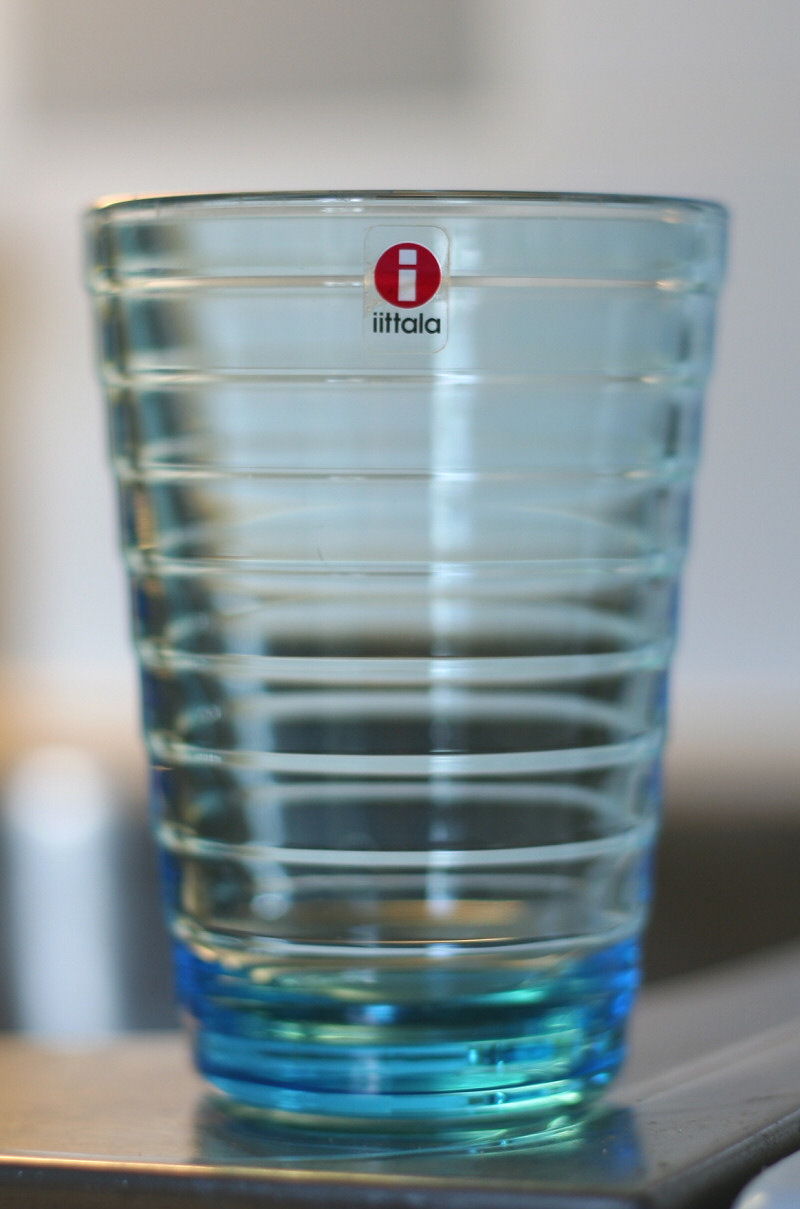
Szklanka, Iittala, projekt – Aino Aalto

Aino Aalto (ur. 25 stycznia 1894 w Helsinkach, zm. 13 stycznia 1949 tamże)  – fińska architekt i projektantka form przemysłowych, współpracowała zawodowo z mężem projektantem i architektem Alvarem Aalto (1898–1976), dyrektor firmy Artek w latach 1941–1949.

## Życiorys
Aino Aalto urodziła się 25 stycznia 1894 roku w Helsinkach. W 1913 roku ukończyła szkołę dla dziewcząt Helsingin Suomalainen Tyttökoulu. W latach 1913–1920 studiowała architekturę na Technicznym Uniwersytecie w Helsinkach. Interesowała się projektowaniem mebli i pierwsze zamówienie na projekt mebli do jadalni otrzymała w 1920 roku. Po studiach pracowała w pracowni architekta Oivy Kallio (1884–1964) w Helsinkach a w 1923 roku przeniosła się do biura Gunnara Wahlroosa w Jyväskylä, gdzie również swoją pracownię miał Alvar Aalto. W 1924 roku Aalto zatrudnił Aino i para wzięła ślub. W 1927 roku para przeniosła swoje biuro do Turku. 
W swojej pracy Aalto koncentrowała się na projektach wnętrz oraz na projektach przedmiotów użytkowych, głównie mebli. Aalto znana jest z serii naczyń szklanych „Bölgeblick” wyprodukowanej przez firmę Iittala w 1932 roku – seria produkowana jest do dziś. 
Jej prace cechował funkcjonalizm. Aalto współpracowała głównie z mężem Alvarem a także z historykiem sztuki Nilsem-Gustavem Hahlem (1904–1941) i kolekcjonerką sztuki Maire Gullichsen (1907–2007) – współzałożycielami w 1935 roku, obok małżeństwa Aalto, firmy Artek. Aino Aalto kierowała firmą od 1941 roku aż do śmierci w 1949. 
Aalto zmarła 13 stycznia 1949 w Helsinkach.

## Nagrody
- 1936 – grand prix za projekty dla Arteku na wystawie Triennale w Mediolanie[4]
- 1936 – złoty medal za serię „Bölgeblick” na wystawie Triennale w Mediolanie[4]